# 彩音ちか
彩音 ちか（あやね ちか、1992年8月18日 - ）は、台湾出身の元ジュニアアイドル。過去の所属はアクアス・エンターテインメント。カバーソング・ドールズに所属。『101匹萌えタン』5時間目でデビュー。

## 出演

### TV・CS・WEBドラマ
- 『日曜ビッグバラエティ』(テレビ東京)
- 『新・美少女図鑑』スカパー371ch
- まんだらけ『浪漫ハピハピ王国』レギュラー
- 『エルノオト』エルティアラ・清田朱美役

### 映画・ショートムービー
- 『飲んでみるみる?』うらら役(青山薫監督作品)2007年10月下北沢トリウッド単館上映

### 舞台
- 『101匹萌えタン』5時間目特別公演準主役
- 『WATER GIRLS』主役
- ミュージカル『パルク』ゲスト出演(東京芸術劇場)

### DVD
- 『中学生日記』（2007年7月27日、オルスタックピクチャーズ）
- 『moeccoぷにゅドキッ』（2007年9月、タスクビジュアル）
- 『ちか14才』（2007年11月、スパークビジョン）
- オムニバスDVD『LOLITA』（2007年秋、グラフィス）
- 『ビンビン学園こねこ組』（2008年3月25日、ビーエムドットスリー） 上奈紗空、青木衣沙と共演
- 『CHIKA-MAX』（2008年3月28日、オルスタックピクチャーズ）
- 『スク水コレクション８』（2008年6月25日、アイマックス）
- 『中学生アイドル♪桃尻ぱんち 彩音ちか 15歳』（2008年9月25日、アイマックス）
- 『さそって誘って』（2008年10月25日、アートハウス・ゴン）
- 『たっぷり 彩音ちか』（2009年2月25日、アイマックス）
- 『究極乙女』（2009年4月24日、Mediaforce）
- 『ぴゅあ はいすくーる』（2009年12月29日、オルスタックピクチャーズ）[1]

## 書籍

### 雑誌
- 『スーパー写真塾』（コアマガジン） - 表紙グラビア
- 『うぶmode』（コアマガジン） - 表紙グラビア
- 『うぶmode DVD』（コアマガジン） - 表紙グラビア
- 『めっちゃいもうと+ (プラス)』（コアマガジン） - グラビア
- 『Beppin School』（ジーオーティー） - 撮り下ろし
- 『moecco』 - グラビア
- 『CIRCAS MAX』（KKベストセラーズ） - U-17アイドルBEST30

## デジタル写真集
- 『おにいちゃんといっしょ』2007年1月
- 『ミズ★チカ』（彩音ちか×山田瑞希）2007年1月

### 携帯サイト・WEB
- 究極アイドルマニア (NTTドコモ、au、ソフトバンク）
- いもうと倶楽部
- みるくキッス
- メッチャいもうと
- はにとら学園
- ミートザガール
- アイドルCheck!
- こどもじゃナイモン!

### ラジオ
- 「新実菜々子のガールズリンク」下北FM・公開生放送ゲスト出演

### CD
- 『CoverSongDolls』カバーソング・ドールズ
- 『アキバみんなのうた』オムニバス